# Elmir Nabiullin
Elmir Ramilyevich Nabiullin (tiếng Tatar: Әлмир Рамил улы Набиуллин, Älmir Ramil uğlı Nabiullin, tiếng Nga: Эльмир Рамилевич Набиуллин; sinh ngày 8 tháng 3 năm 1995), là một cầu thủ bóng đá chuyên nghiệp người Nga. Anh thi đấu ở vị trí hậu vệ trái tại giải bóng đá ngoại hạng Nga cho câu lạc bộ PFC Sochi.

## Sự nghiệp câu lạc bộ
Nabiullin có màn ra mắt tại Giải bóng đá ngoại hạng Nga vào ngày 9 tháng 3 năm 2014 cho Rubin Kazan trong trận đấu với Anzhi Makhachkala. Huấn luyện viên đầu tiên của anh là Renat Rashidovich Ibragimov.
Vào ngày 15 tháng 2 năm 2018, anh ký bản hợp đồng 4,5 năm cùng với Zenit St. Petersburg.
Ngày 8 tháng 7 năm 2019, anh chuyển sang thi đấu cho tân binh giải bóng đá Ngoại hạng Nga PFC Sochi.

## Quốc tế
Nabiullin ra mắt đội tuyển bóng đá quốc gia Nga vào ngày 31 tháng 3 năm 2015 trong trận giao hữu với Kazakhstan.

## Thống kê sự nghiệp

### Câu lạc bộ
Tính đến trận đấu diễn ra ngày 13 tháng 5 năm 2018
| Câu lạc bộ           | Mùa giải            | Giải vô địch                | Giải vô địch | Giải vô địch | Cúp Quốc gia | Cúp Quốc gia | Châu lục | Châu lục | Khác | Khác | Tổng cộng | Tổng cộng |
| Câu lạc bộ           | Mùa giải            | Hạng đấu                    | Trận         | Bàn          | Trận         | Bàn          | Trận     | Bàn      | Trận | Bàn  | Trận      | Bàn       |
| -------------------- | ------------------- | --------------------------- | ------------ | ------------ | ------------ | ------------ | -------- | -------- | ---- | ---- | --------- | --------- |
| Rubin Kazan          | 2013–14             | Giải bóng đá ngoại hạng Nga | 6            | 1            | 0            | 0            | 0        | 0        | –    | –    | 6         | 1         |
| Rubin Kazan          | 2014–15             | Giải bóng đá ngoại hạng Nga | 25           | 1            | 1            | 0            | –        | –        | –    | –    | 26        | 1         |
| Rubin Kazan          | 2015–16             | Giải bóng đá ngoại hạng Nga | 16           | 1            | 0            | 0            | 8        | 0        | –    | –    | 24        | 1         |
| Rubin Kazan          | 2016–17             | Giải bóng đá ngoại hạng Nga | 24           | 1            | 3            | 0            | –        | –        | –    | –    | 27        | 1         |
| Rubin Kazan          | 2017–18             | Giải bóng đá ngoại hạng Nga | 14           | 0            | 1            | 0            | –        | –        | –    | –    | 15        | 0         |
| Rubin Kazan          | Tổng cộng           | Tổng cộng                   | 85           | 4            | 5            | 0            | 8        | 0        | –    | –    | 98        | 4         |
| Zenit St. Petersburg | 2017–18             | Giải bóng đá ngoại hạng Nga | 2            | 0            | –            | –            | 0        | 0        | –    | –    | 2         | 0         |
| Tổng cộng sự nghiệp  | Tổng cộng sự nghiệp | Tổng cộng sự nghiệp         | 87           | 4            | 5            | 0            | 8        | 0        | –    | –    | 100       | 4         |

### Quốc tế
Thống kê chính xác tính đến trận đấu diễn ra ngày 31 tháng 3 năm 2015
| Đội tuyển quốc gia Nga | Đội tuyển quốc gia Nga | Đội tuyển quốc gia Nga |
| Năm                    | Số trận                | Bàn thắng              |
| ---------------------- | ---------------------- | ---------------------- |
| 2015                   | 1                      | 0                      |
| Tổng cộng              | 1                      | 0                      |